# Cladonia coniocraea
Cladonia coniocraea (Flörke) Spreng. (1827), è una specie di lichene appartenente al genere Cladonia,  dell'ordine Lecanorales.
Il nome proprio deriva dal greco κὼνεοιν còneoin, che significa cicuta, forse per la somiglianza con la pianta.

## Caratteristiche fisiche
Il tallo di questa specie ha colore grigio e i podezi sono di forma cilindrica e non superano i 3 centimetri; sono un po' ricurvi e affusolati, senza diramazioni, e ricoperti di soredi di consistenza farinosa. I caratteri distintivi sono comuni ad altre Cladonia e non consentono il sicuro riconoscimento ad un primo esame visivo.
Il fotobionte è principalmente un'alga verde delle Trentepohlia.

## Habitat
Questa specie ha gli stessi adattamenti della C. ochrochlora, della quale alcuni autori ritengono sia un sinonimo. Si può definire caratteristica della regione olartica, ed è stata rinvenuta in una grande quantità di substrati, da suoli a legni marcescenti, da prati aperti a luoghi ombreggiati. Predilige un pH del substrato con valori intermedi fra molto acido e subneutro fino a subneutro puro. Il bisogno di umidità spazia da igrofitico a mesofitico.

## Località di ritrovamento
La specie è pressoché cosmopolita, ed è stata rinvenuta nelle seguenti località:
- USA (Alabama, Distretto di Columbia, Indiana, Nuovo Messico, Washington, Idaho, Illinois, Alaska, Colorado, Delaware, Iowa, Louisiana, Maryland, Massachusetts, Minnesota, Mississippi, Missouri, Montana, New Hampshire, Oregon, Vermont, Wisconsin, Hawaii, New York, New Jersey, Connecticut, Maine, Michigan, Rhode Island, Virginia Occidentale, Ohio, Carolina del Sud);
- Canada (Ontario, Alberta, Manitoba, Terranova, Labrador, Nuova Scozia, Québec (provincia), Saskatchewan, Columbia Britannica, Nuovo Brunswick);
- Germania (Sassonia-Anhalt, Amburgo, Renania Settentrionale-Vestfalia, Schleswig-Holstein, Turingia, Bassa Sassonia, Renania-Palatinato, Brandeburgo, Brema (stato), Baden-Württemberg, Berlino, Meclemburgo, Baviera, Essen, Sassonia);
- Austria (Alta Austria, Salisburgo, Stiria);
- Spagna (Aragona, Madrid, Cantabria, Castiglia e León);
- Iran (Mazandaran);
- Russia (Oblast di Tomsk);
- Cina (Heilongjiang, Hubei, Mongolia interna, Jilin, Shaanxi, Xinjiang, Tibet, Xizang, Yunnan);

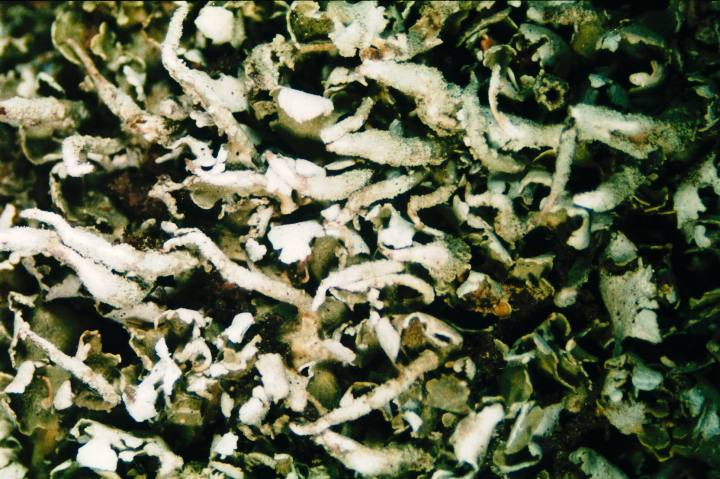
Cladonia coniocraea

- Albania, Argentina, Bhutan, Bosnia ed Erzegovina, Brasile, Capo Verde, Corea del Sud, Danimarca, Estonia, Finlandia, Giappone, Gran Bretagna, Groenlandia, India, Irlanda, Islanda, Isola Macquarie, Isole Azzorre, Isole Canarie, Lituania, Lussemburgo, Marocco, Mongolia, Norvegia, Oceania, Paesi Bassi, Polonia, Portogallo, Repubblica Ceca, Romania, Saint-Pierre e Miquelon, Saint Lucia, Serbia, Svezia, Svizzera, Tagikistan, Taiwan, Turchia, Ungheria, Uruguay.

In Italia è fra le specie di Cladonia più diffuse: 
- Trentino-Alto Adige, da comune nelle valli a non presente sulle montagne
- Valle d'Aosta, da comune nelle valli a non presente sulle montagne
- Piemonte, non presente sui monti dell'arco alpino, comune nel resto della regione
- Lombardia, non presente nelle zone alpine e di confine col Trentino; comune nella fascia centrale, molto rara nelle zone padane

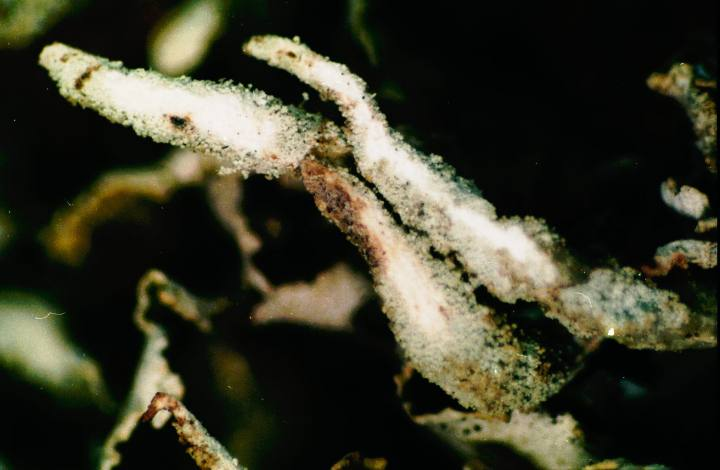
Cladonia coniocraea, podezi

- Veneto, da comune ad abbastanza raro nelle zone di confine col Trentino, molto rara nelle zone padane
- Friuli, da abbastanza rara nelle zone alpine a comune nella fascia mediana pedemontana; molto rara nella fascia meridionale
- Emilia-Romagna, comune nelle zone appenniniche, molto rara in quelle padane
- Liguria, da abbastanza comune a comune in tutta la regione
- Toscana, da abbastanza comune nelle zone costiere a comune nell'entroterra
- Umbria, comune in tutta la regione
- Marche, comune in tutta la regione
- Lazio, da abbastanza comune nelle zone costiere a comune nell'entroterra

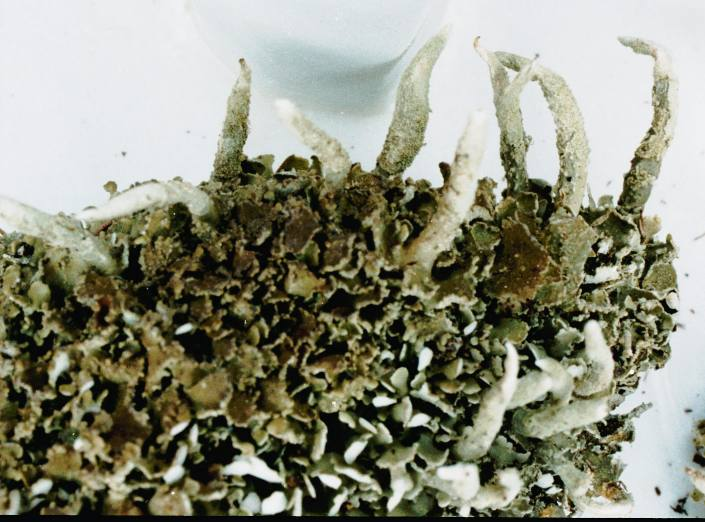
Cladonia coniocraea

- Abruzzi, da comune nelle zone costiere ad abbastanza rara nell'entroterra
- Molise, non è stata rinvenuta
- Campania, da abbastanza comune nel casertano e nel napoletano a comune in quasi tutte le zone delle altre province
- Puglia, comune nel barese, parte del foggiano e Gargano molto rara in quasi tutte le altre zone
- Basilicata, molto rara nel Metaponto, rara nelle zone al confine con la Campania, comune nel resto della regione
- Calabria, da rara sul versante ionico a comune su quello tirrenico
- Sicilia, rara nelle zone costiere meridionali e occidentali; abbastanza rara nel messinese, comune nel resto della regione
- Sardegna, da comune sul versante occidentale a rara su quello orientale.[3]

## Tassonomia

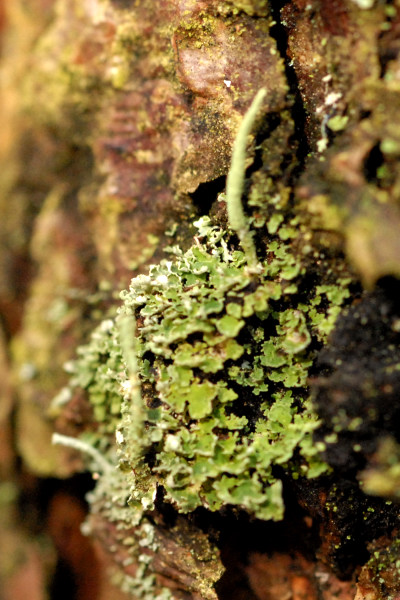
Cladonia coniocraea, podezio

Questa specie da alcuni lichenologi è considerata sinonimo di C. ochrochlora ed è attribuita alla sezione Cladonia; a tutto il 2008 sono state identificate le seguenti forme, sottospecie e varietà:
- Cladonia coniocraea f. acuminata (B. de Lesd.) B. de Lesd. (1948).
- Cladonia coniocraea f. ceratodes (Flörke) Dalla Torre & Sarnth.
- Cladonia coniocraea f. conica B. de Lesd. (1948).
- Cladonia coniocraea f. coniocraea (Flörke) Spreng. (1827).
- Cladonia coniocraea f. curvata B. de Lesd. (1948).
- Cladonia coniocraea f. divisa (Rabenh.) M. Choisy (1951).
- Cladonia coniocraea f. expansa (Flörke) Sandst.
- Cladonia coniocraea f. furcata B. de Lesd. (1948).
- Cladonia coniocraea f. phyllostrota (Flörke) Vain.
- Cladonia coniocraea f. ramulosa (Delise) M. Choisy (1951), (= Cladonia coniocraea).
- Cladonia coniocraea f. stenoscypha (Stuckenb.) Sandst. (1938).
- Cladonia coniocraea f. subulina (Delise) M. Choisy (1951).
- Cladonia coniocraea f. truncata (Flörke) Dalla Torre & Sarnth.
- Cladonia coniocraea var. antilopaea (Delise) M. Choisy (1951).
- Cladonia coniocraea var. coniocraea (Flörke) Spreng. (1827).
- Cladonia coniocraea var. ochrochlora (Flörke) Oxner (1968), (= Cladonia ochrochlora).